# L'Enfant des neiges (livre)
Pour les articles homonymes, voir L'Enfant des neiges.
 (septembre 2017).
Si vous disposez d'ouvrages ou d'articles de référence ou si vous connaissez des sites web de qualité traitant du thème abordé ici, merci de compléter l'article en donnant les références utiles à sa vérifiabilité et en les liant à la section « Notes et références ».
L'Enfant des neiges est un récit de Nicolas Vanier publié en 1995.

## Résumé
En été 1994 Nicolas remonte les Rocheuses canadiennes depuis Prince George : 1 700 km en traîneau avec sa femme, sa fille Montaine, deux ans, dont 700 km avec 4 chevaux. Un glouton ou carcajou dévaste leur camp. Ils tuent des tétras des savanes. Ils passent leur temps à courir après les chevaux. Les moustiques n'attaquent pas Montaine ! Ils font un chalet au bord d'un lac pour y rester 5 mois. Un hydravion leur amène le reste des chiens. Dès la première nuit, il tue un ours voleur mais un autre lui succède toutes les nuits. Nicolas dialogue avec un loup. Son attelage issu groenlandais ex-laïka est unique[incompréhensible]. Ils vont chercher du bois tous les jours. Les nuits sous la tente, par manque de bois, il n'y a pas de feu. Le matin, les chiens sont sous une couche de neige. Nicolas bricole un chauffage pour la doudoune de Montaine. Sur les hauts alpages, les caribous ont tracé les pistes. En janvier, ils partent vers l'Alaska. Au bout de huit mois, Montaine découvre la civilisation. Ils vont jusqu'à Dawson.